# Абуладзе, Сергей Владимирович
Серге́й Влади́мирович Абула́дзе ― советский и российский врач, хирург, организатор здравоохранения, Заслуженный врач Республики Татарстан (1993), главный врач Республиканской клинической больницы в Казани (1986—1995).

## Биография
Родился в семье военного лётчика 4 октября 1949 года в городе Фрунзе, Киргизская ССР, СССР.
В 1972 году окончил Саратовский государственный медицинский институт. После получения диплома был направлен в Татарскую АССР, где начал работать врачом-интерном в Республиканской клинической больнице (РКБ) в Казани, а затем — хирургом в Арской центральной больницы.
В 1976 году начал учёбу в ординатуре на кафедре факультетской хирургии Казанского государственного медицинского института имени С. В. Курашова, которое окончил в 1978 году. После этого работал заведующим отделением экстренной и планово консультативной помощи санитарной авиации Республиканской клинической больнице.
Абуладзе способствовал тому, что санитарная авиация перешла с устаревших самолётов Ан-2 на вертолёты, стал инициатором устройства вертолётных площадок на базе клинической больницы и Республиканской детской клинической больницы. В 1979 году назначен заместителем главного врача Республиканской клинической больнице № 2. Спустя семь лет, 30 июля 1986 года Абуладзе стал главным врачом Республиканской клинической больнице № 1, трудился в этой должности до 1995 года.
При нём был построен родильный дом, а также жилой дом для сотрудников больницы. В 1984 году был избран депутатом Казанского городского Совета, в 1990 году ― депутатом Верховного Совета Татарской АССР.
В 1993 году Сергей Абуладзе был удостоен почётного звания «Заслуженный врач Республики Татарстан», награждён знаком «Отличник здравоохранения».
Умер 4 ноября 1995 года в Казани.

## Память
- Именем Сергея Владимировича Абуладзе названа улица в Приволжском районе Казани[2].